# Elma Grohs-Hansen

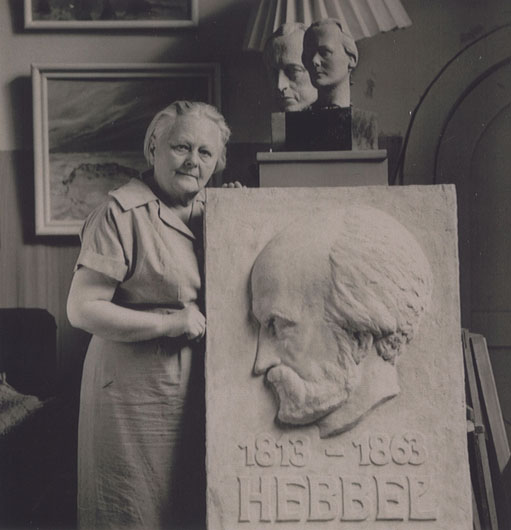
Elma Grohs-Hansen

Elma Grohs-Hansen (* 6. August 1892 in Marne; † 12. Januar 1981 in Heide) war eine deutsche Bildhauerin und Textilkünstlerin.

## Leben

### Familie
Elma Grohs-Hansen war die Tochter des Eisenwarenhändlers August Emil Hansen (* 30. Dezember 1879; † 1981), ein Freimaurer,  und dessen Ehefrau Gretchen (geb. Kohlsaat).
Sie war mit dem Maler Hans Groß (später Hans Grohs) verheiratet und identifizierte sich vollständig mit der Kunst ihres Ehemannes; sie übernahm insbesondere die Rolle als Hausfrau und Mutter von vier Kindern, von denen das Älteste aus der ersten Ehe des früh verwitweten Hans Groß stammte.
Ihr Sohn Gero Hans Grohs (* 1929; † 20. Dezember 2014 in Leesburg, Florida) wanderte 1953 in die USA aus, wurde ein Silberschmiedmeister, der für Tiffany & Co. arbeitete und unter anderem an der Vince Lombardi Trophy, Super-Bowl-Trophäe sowie am Stanley Cup, der NBA-Trophäe und dem Breeders’ Cup mitgearbeitet hat.

### Ausbildung
Elma Grohs-Hansen wuchs in der unmittelbaren Nachbarschaft zu den Holzschnitzern Gnekow, dem Großvater und Vater von Paul Heinrich Gnekow auf und erhielt dazu noch Zeichenunterricht bei Bertha Hintz (1876–1967).
Von 1911 bis 1914 besuchte sie die Kunstgewerbeschule Hamburg bei dem Maler und Kunstgewerbler Anton Kling, der dort von 1908 bis 1923 unterrichtete; ihre weiteren Lehrer waren Arthur Illies und Paul Helms.

### Berufliches Wirken
Nach Ausbruch des Ersten Weltkriegs war Elma Grohs-Hansen als freiwillige Rot-Kreuz-Helferin in Flandern in einem Lazarett tätig; auch nach dem Krieg arbeitete sie wiederholt im sozialen Bereich, so unter anderem 1918 als Krankenschwester, Helferin der Kriegsgräberfürsorge und Flüchtlingsberaterin in Istanbul sowie von 1921 bis 1922 erneut als Rot-Kreuz-Helferin.
In Istanbul lernte sie den Bildhauer Georg Kolbe kennen, der hier auf Vermittlung des deutschen Botschafters Richard von Kühlmann über zwei Ateliers verfügte, ein großes in der deutschen Botschaft und ein kleineres, im außerhalb der Stadt gelegenen Botschaftspark von Tarabya. Unter dem Eindruck der Werke von Georg Kolbe wandte sie sich der Bildhauerei zu und begann in Tarabya unter Anleitung des mit Georg Kolbe zusammenarbeitenden Steinmetzen Alfred Dietrich mit Steinbildhauerarbeiten. 
Durch Georg Kolbe ermutigt, studierte sie von 1919 bis 1921 an der Berliner Kunstakademie sowie 1921 an der Münchner Kunstakademie bei Erwin Kurz. Nach einem Aufenthalt in Holland nach München zurückgekehrt, erhielt sie bereits erste Aufträge. Eine Anfrage ihrer ehemaligen Zeichenlehrerin Bertha Hintz zur Teilnahme an einer Kunstausstellung in der Oberrealschule veranlasste sie 1925 zur Rückkehr nach Marne. 
In Marne lernte sie den völkisch eingestellten Maler Hans Groß kennen, den sie am 12. Dezember 1925 heiratete. 
Das Paar beteiligte sich an Ausstellungen in Kiel, so unter anderem 1926 an der Großen Herbstausstellung in der Kunsthalle zu Kiel sowie 1932 im Kunstgewerbemuseum in Flensburg. 
Seit 1927 fertigte sie nach den Entwürfen ihres Mannes Wandteppiche, wobei sie die Ausführung als Wollstickarbeit Bauernmädchen und auch der NS-Frauenschaft übertragen wurden, so entstanden unter anderem Wulf Isenbrant; Teppich der Arbeit; Geschichte des Kreises Dithmarschen und Der Opfergang von 1914–1933.
1935 begleitete sie ihren Ehemann nach Bremen, der als Lehrer an der Nordischen Kunsthochschule und als Gaukulturwart tätig wurde.
Nach dem Zweiten Weltkrieg betrieb sie von 1948 bis 1955, zusammen mit ihrer Tochter Frauke (1926–2018) in Oberneuland bei Bremen eine Weberei, dann lebte sie mit ihrem Ehemann in Heide, wo sie erneut eine Weberei sowie eine Blaudruckerei einrichtete. Zudem fertigte sie Kleinplastiken und Medaillen, unter anderem Plaketten von Klaus Groth, Friedrich Hebbel (Relief für den Hebbelhörsaal der Christian-Albrechts-Universität zu Kiel), von Johannes Brahms und Ludwig van Beethoven, die sie zusammen mit Arbeiten ihres Ehemannes 1960 in Heide, 1964 in Hemmingstedt und 1965 in Rendsburg ausstellte.
In ihren letzten Lebensjahren widmete sie sich ganz dem Werk ihres Ehemannes und erarbeitete eine Materialsammlung für dessen Biografie.

## Mitgliedschaften
- Elma Grohs-Hansen war Mitglied der Künstlergruppe De Warft.

## Ehrungen und Auszeichnungen
- In Marne wurde die Elma-Groß-Straße nach ihr benannt.

## Werke (Auswahl)
- Mutter und Kind, vor 1928, Kleinplastik im Städtischen Museum in Flensburg.
- Familie und Altar der Arbeit im Dithmarscher Landesmuseum in Meldorf.
- Plakette H. P. Feddersen in der Kunsthalle Kiel.
- Claus Harms Denkmal, Marne, Germany.
- Friedrich Hebbel Relief, Christian-Albrechts-Universität zu Kiel
- Plakette Klaus Groth, Klaus Groth Museum in Heide